# 八代進一
八代 進一（やしろ しんいち、1969年9月18日‐）は、日本の男性俳優、声優。花組芝居所属。新潟県出身。

## 出演

### テレビアニメ
- こちら葛飾区亀有公園前派出所（小吉）
- 遊☆戯☆王デュエルモンスターズ（ビッグ3大岡筑前/ジャッジマン〈3代目〉）

### 映画
- スピーチ
- 写楽
- ハーケンクロイツの翼
- 魍魎の匣

### 舞台
- 泉鏡花の草迷宮
- いろは四谷怪談
- かぶき座の怪人
- 和宮様御留
- ゴクネコ
- ザ・隅田川
- STONES
- 夏ノ夜ノ夢
- 百鬼夜行抄（飯嶋絹）
- 夜叉ヶ池
- 夜の姉妹（2015年12月、品川プリンスホテル クラブeX、近鉄アート館） - マルガレーテ王妃 役[1]
- かえる（2024年8月 - 9月、ザ・ポケット）[2]
- 平家蟹（2025年6月、小劇場B1）[3]